# Abadal
Abadal («Абада́л») — испанская автомобильная компания, основанная известным гонщиком начала XX века — Доном Франциско Серрамелера Абадалом, более известным как Пако Абадал, в Барселоне в 1912 году. Предприятие осуществляло выпуск гоночных и люксовых автомобилей вплоть до 1923 года.

## История

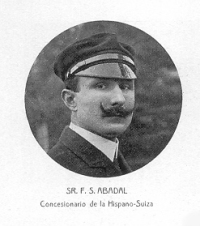
Фотография Дона Франциско Серрамелера Абадала.

До основания собственной компании, Франциско представлял интересы «Hispano-Suiza» (полн. Fabrica La Hispano-Suiza de Automobiles), а точнее занимался рекламированием автомобильной продукции среди привилегированных слоёв общества и даже короля Испании Альфонсо XIII, чем принёс невероятную прибыль.
Но вскоре продавать «чужое» ему надоело и тот захотел возглавить собственную фирму по созданию автомобилей. Однако даже элементарных знаний в этой сфере у него не было. Это и привело к заключению соглашения с бельгийской компанией «Imperial» в 1912 году. На основе этого договора Франциско закупал у них техническую составляющую автомобиля, а кузова изготавливали уже заводе в Барселоне мастера «Abadal».
Не смотря на самостоятельное производство кузовов, внешний вид во многом копировал модели «Imperial», но это не никак не помешало выпуску первого автомобиля под логотипом собственной компании. Таким образом, в 1913 году были представлены первые модели: «Abadal 18HP» и Abadal «23HP», оснащённые четырёхцилиндровыми двигателями и более мощная версия именуемая «Abadal 45HP» с шестицилиндровыми двигателями на борту.
Первые автомобильные попытки компании увенчались невероятным успехом, покупатели ценили эти машины за их достойное качество и надёжность. В подтверждение тому — пробег по дорогам Испании, общей протяжённостью около 20 тысяч километров, во время которого не было зафиксировано ни одной, даже малейшей, поломки. Это составляло серьёзную конкуренцию даже самой «Hispano-Suiza».
Далее, в 1913 году в Париже состоялась автомобильная выставка, на которой были представлены две новые модели от Франциско: гоночный автомобиль «Abadal 15,9HP», обладавшая деревянным корпусом, который проектировался и воссоздавался с нуля французским кузовщиком — Жан Анри-Лабурдеттом, а также, вторым экземпляром, была представлена легковая машина без дверей и со спортивным кузовом, произведённым компанией «Alin et Liautard». Но ни одна, ни другая модель, так и не удостоились внимания посетителей выставки.
После начала Первой мировой войны, бельгийские поставщики полностью прекратили производство, и «Abadal» пришлось начать выпуск собственных моделей с абсолютного нуля, без помощи партнёров. Франциско собирался самостоятельно построить два легковых автомобиля на 12 и 15 лошадиных сил, но быстро передумал и переоборудовал предприятие в мастерскую для подготовки гоночных автомобилей к соревнованиям. В 1916 году, Франциско принимает решение подписывать договор с местным предприятием «Buick», в котором дублируются условия из соглашения с «Imperial»: «Buick» поставляет двигатели, а «Abadal» продолжает заниматься кузовами для своих будущий моделей. Лишь к 1923 году испанское предприятие выпускает совместный проект «Abadal Buick 1923».
В 1919 году, с окончанием войны, на автомобильный рынок вновь вернулась «Imperial», но уже с другим её владельцем — Матье ван Рогген, который решил продолжить тесное сотрудничество с компанией Франциско вплоть до 1923 года. Последующие 4 года стали весьма плодотворными, ведь за этот период ассортимент «Abadal» пополнился на 170 автомобилей и те стали более известны, как «Abadal Imperial». В этот промежуток партнёрства, предприятия в основном изготавливали новые модели «Abadal Imperial E» и «Abadal Imperial T» с новыми двигателями рабочим объёмом 3 и 3,6 литра соответственно. В 1921 году появилась самая известная и мощнейшая версия «Abadal Imperial», имевшая двигатель на 8 цилиндров объёмом 5,6 литра и способная разогнаться до скорости 145 километров в час.
Последним автомобилем этой марки стал прототип люксового седана с 3,5-литровым двигателем немецкой компании «Continental AG», на которые Франциско возлагал большие надежды, но тем было не суждено сбыться, ведь дальше задумки и первоначального образца ничего не следовало.
К началу 1920 года договор с «Imperial» подошёл к истечению срока. За время сотрудничества под совместным названием вышло около 200 автомобилей. После этого, в 1923 году, Франциско принял решение закрыть производство, так как не представлял будущего для компании. В конце своей карьеры, как владельца, он перешёл в «General Motors» в Испании на должность заместителя.

## Модельный ряд

### «Abadal 18HP», «Abadal 23HP» и «Abadal 45HP»

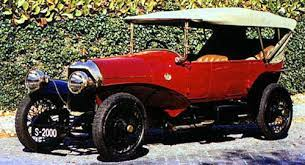
«Abadal 18HP», «Abadal 23HP» и «Abadal 45HP»

Первые модели одновременно выпущенные в 1913 году под руководством Франциско. «Abadal 18HP» и «Abadal 23HP» имели четырёхцилиндровый двигатель объёмом 3,6 литра с ходом поршня 180 миллиметров и диаметром самого цилиндра 80 миллиметров, а также четырёхступенчатой механической коробкой передач. Пятиместный автомобиль с открытым верхом был укомплектован подвеской на полуэллиптических рессорах и традиционными на то время барабанными тормозами. Модели были собраны на лонжеронной раме и в целом имели технические сходства с другими подобными автомобилями того времени, в частности с «Hispano-Suiza», но отличались дизайном, к примеру клиновидным радиатором. Максимальная скорость, которую могли развить автомобили, достигала 112 километров в час.
«Abadal 45HP» имела все те же самые характеристики, но в отличие от предыдущих моделей, выделялась шестицилиндровым двигателем. Эти автомобили были более надёжные, нежели предшественники.

### «Abadal 15,9HP»

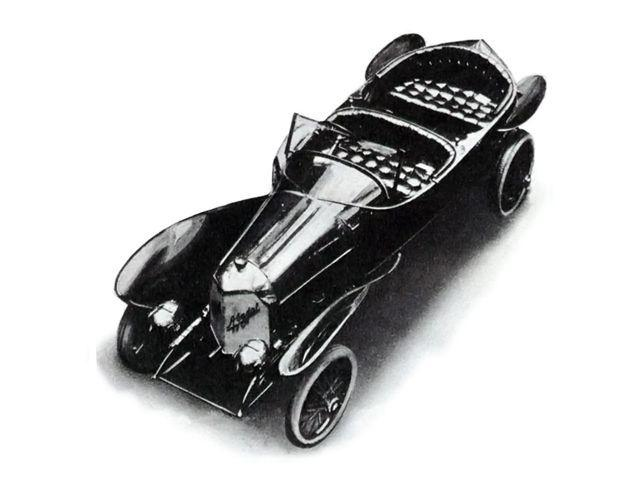
«Abadal 15,9HP»

Впервые модель была представлена на автомобильной выставке в Париже в 1913 году. Не смотря на классический вид автомобилей тех времён, «Abadal 15,9HP» являлась новым гоночным образцом компании и от других спортивных моделей отличалась полностью деревянным кузовом, который проектировал и воссоздавал французский кузовщик — Жан Анри-Лабурдетт.

### «Abadal Buick 1923»

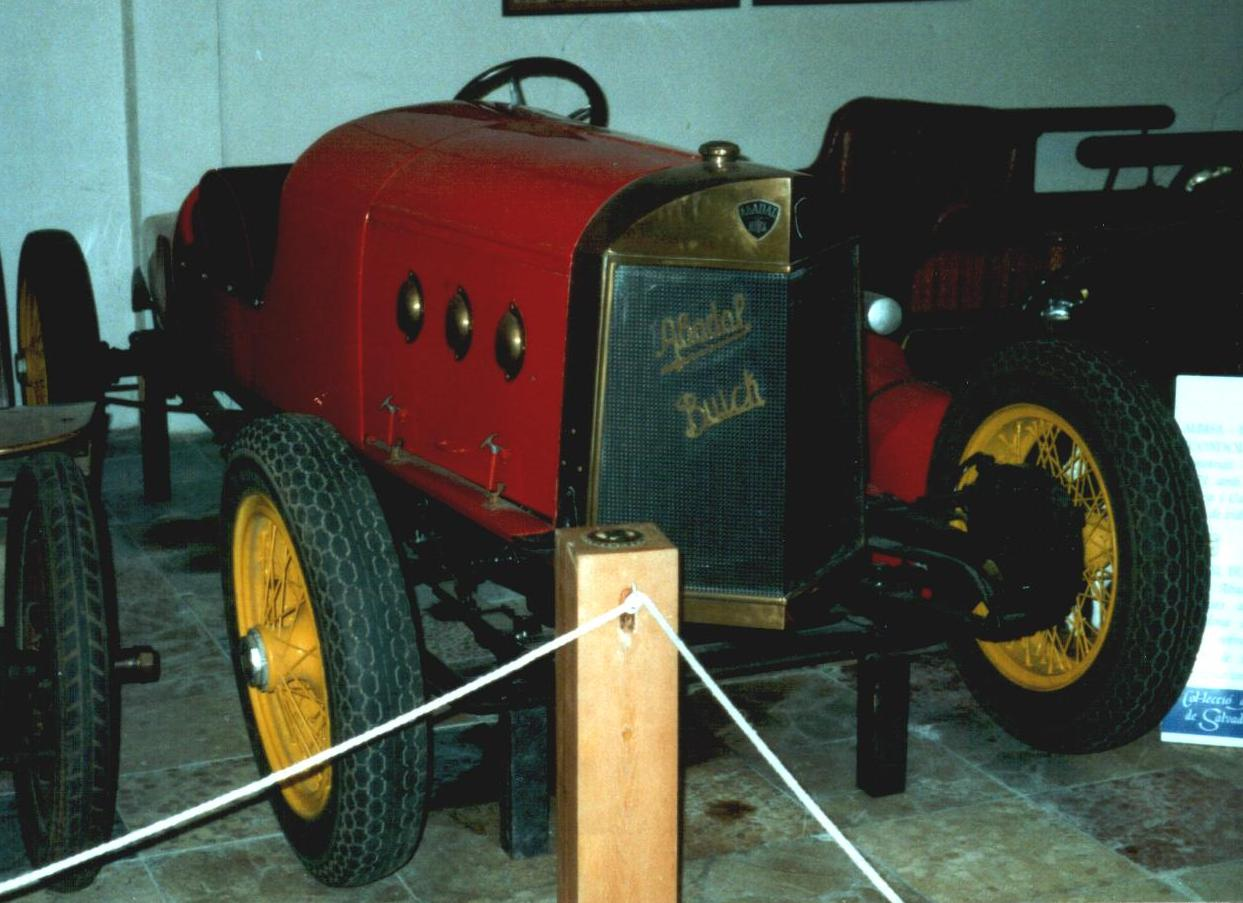
«Abadal Buick 1923»

Первый кооперативный автомобиль компании «Abadal» и «Buick», выпущенный в 1923 году под совместным названием. Заднеприводный родстер оснащался шестицилиндровым двигателем на 60 лошадиных сил, что способствовало разгону в 140 километров в час. Машина предназначалась для гонок по треку и имела вес в 1030 килограммов.
В данный момент один из экземпляров является одним из самых редких экспонатов коллекции ценителя старинных автомобилей — испанца Сальвадора Кларэта. Частный музей Collecio D’automobils Salvador Claret представляет собой поместье, располагающийся недалеко от Барселоны. В его залах, среди 170 экспонатов, можно увидеть эксклюзивные автомобили, которые в наше время можно встретить только в единственном экземпляре. И «Abadal Buick 1923» — не исключение.

### «Abadal Imperial»

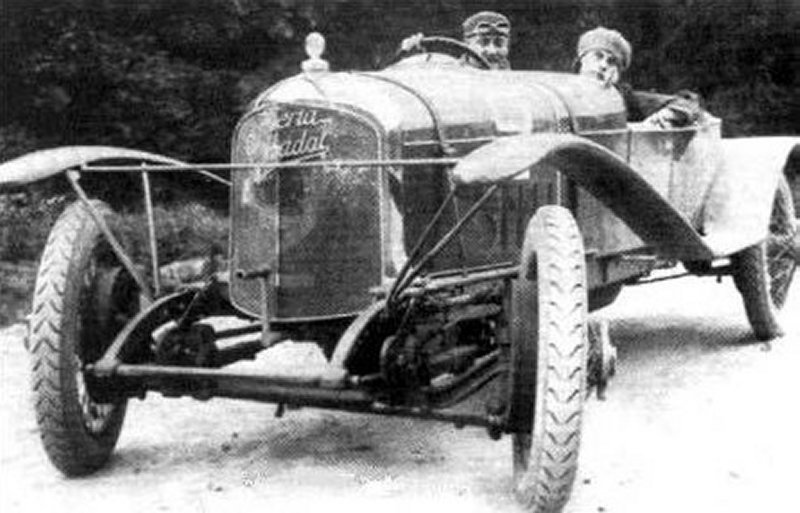
«Abadal Imperial»

Очередной гоночный автомобиль был выпущен с конвейера в 1921 году под ещё одним совместным названием — «Abadal Imperial». Это была последний коллективный проект, разработанный в год окончания срока действия партнёрского договора. Модель получилась самой быстрой версией среди всех ранее выпущенных в союзе с «Imperial». Она имела двигатель на 8 цилиндров общим объёмом 5,6 литра и способная разогнаться до предельной скорости в 145 километров в час.

### «Abadal Continental»
Последним автомобилем этой марки стал прототип люксового седана с 3,5-литровым двигателем немецкой компании «Continental AG», на которые Франциско возлагал большие надежды, но тем было не суждено сбыться, ведь дальше задумки и первоначального образца ничего не следовало.